# Fraccionamiento Hacienda del Bosque
Fraccionamiento Hacienda del Bosque är en ort i Mexiko, tillhörande kommunen Tecámac i delstaten Mexiko. Fraccionamiento Hacienda del Bosque ligger i den centrala delen av landet och tillhör Mexico Citys storstadsområde. Orten hade 1 983 invånare vid folkmätningen 2010.